# 安亭公寓
安亭公寓，舊名金司林公寓，是上海市的一座歷史建築，位於徐匯區安亭路43號。安亭公寓竣工於1935年，被列入上海市第四批優秀歷史建築名單。